# گونگ جون
گونگ جون (چینی: 龚俊; پین‌یین: Gōng jùn؛ زادهٔ ۲۹ نوامبر ۱۹۹۲) همچنین با نام سایمون گونگ (انگلیسی: Simon Gong) نیز شناخته می‌شود، بازیگر اهل چین است.

## فیلم‌شناسی

### فیلم
| سال  | عنوان                            | عنوان چینی       | نقش       | منابع |
| ---- | -------------------------------- | ---------------- | --------- | ----- |
| ۲۰۱۶ | گمشده در ژاپن                    | 囧日之东京大冒险 | وی‌کی      | [ ۳ ] |
| ۲۰۱۷ | پارتنر تولد دوباره               | 异生探           | یی شنگ    | [ ۴ ] |
| ۲۰۲۲ | مینی فیلم چای استاد کانگ یاس ۵۲۰ | 非你茉属         | کارتونیست | [ ۵ ] |
| ۲۰۲۲ | نگهبان گیاهان آلپ                | 高山植物守护者   |           | [ ۶ ] |
| ۲۰۲۲ | سلام، سلام                       | 你好，你好       | اِی‌آی      | [ ۷ ] |
| ۲۰۲۳ | ضربه پنهان                       | 狂怒沙暴         | های مینگ  | [ ۸ ] |